# Wpa supplicant
wpa_supplicantは、Linux・FreeBSD・NetBSD・QNX・AROS・Microsoft Windows・Solaris・OS/2・Haiku向けのIEEE 802.11iサプリカントの自由ソフトウェア実装である。完全なWPA2サプリカントであり、WPAと古い無線LANセキュリティプロトコルも実装されている。

## 機能
以下の機能を備えている。
- WPAと完全なIEEE 802.11i・RSN (Robust Security Network)・WPA2
- WPA-PSKとWPA2-PSK (パーソナルモード、事前共有鍵)
- EAP付きWPA (エンタープライズモード、RADIUS認証)
- CCMP・TKIP・WEP (104/128ビットと40/64ビットの両方) の鍵の管理
- RSN：PMKSAキャッシュ、事前認証
- IEEE 802.11r
- IEEE 802.11w
- WPS (Wi-Fi Protected Setup)

wpa_supplicantには実行中のサプリカントと対話型でやり取りするためのGUIフロントエンドとコマンドラインインタフェースが含まれている。これらのインタフェースから現在有効なネットワークを確認し、認証に必要な情報 (ユーザー名やパスワード) を入力することで、それ以降は自動で再接続が可能となる。
GUIフロントエンドはQtを利用して構築されている。
wpa_supplicantはEAPの複数の認証方式を認証することができる。

## KRACK
wpa_supplicantはKRACKの影響を特に受けやすく、オールゼロのPTK (Pairwise Transient Key) を再インストール可能な脆弱性が存在し、中間者攻撃によってWPA2による保護を無効化することができる。現在はセキュリティパッチによってこの脆弱性は修正されている。